# ویلیام کاتبرتسون
ویلیام کاتبرتسون (انگلیسی: William Cuthbertson; ۲۱ ژوئن ۱۹۰۲ – ۲۴ نوامبر ۱۹۶۳) ورزشکار بوکس اهل بریتانیا بود.
وی در مسابقات کشوری و بین‌المللی در مجموع برندهٔ ۱ مدال برنز شده‌است.